# ISO 3166-2:BO
ISO 3166-2:BO és el subconjunt per a l'Estat Plurinacional de Bolívia de l'estàndard ISO 3166-2, publicat per l'Organització Internacional per Estandardització (ISO) que defineix els codis de les principals subdivisions administratives.
Actualment per a Bolívia, l'estàndard ISO 3166-2, està format per 9 departaments.
Cada codi es compon de dues parts, separades per un guió. La primera part és BO, el codi ISO 3166-1 alfa-2 per a Bolívia. La segona part és una lletra, originalment utilitzades per a les matrícules de vehicles.

## Codis actuals
Els noms de les subdivisions estan llistades segons l'ISO 3166-2 publicat per la "ISO 3166 Maintenance Agency" (ISO 3166/MA).
Els noms de les subdivisions són ordenats per ordre alfabètic segons l'alfabet castellà: a-c, ch, d-l, ll, m-n, ñ, o-z.
| Codi | Nom de la subdivisió (es) |
| ---- | ------------------------- |
| BO-C | Cochabamba                |
| BO-H | Chuquisaca                |
| BO-B | El Beni                   |
| BO-L | La Paz                    |
| BO-O | Oruro                     |
| BO-N | Pando                     |
| BO-P | Potosí                    |
| BO-S | Santa Cruz                |
| BO-T | Tarija                    |